# Eufrasia de Kiev
Eufrasia de Kiev (1071-20 de julio de 1109) fue la hija de Vsévolod I de Kiev y la segunda esposa de Enrique IV del Sacro Imperio Romano Germánico. Era hermana de Vladímir Monómaco.
Eufrasia se casó por primera vez con Enrique I el Largo, Margrave de la Marca del Norte, hijo de Lotario Udo II. No tuvieron hijos antes de su muerte en 1087. Eufrasia se fue a vivir al convento de Quedlinburg, donde conoció a Enrique IV, quien en ese momento era el rey de los sajones. Enrique quedó impresionado por su belleza, y, después de la muerte en diciembre de 1087 de su primera esposa, se casó con Eufrasia en 1089 en Colonia. Tras la coronación, asumió el nombre de Adelheid (Adelaida).

Durante la campaña de Enrique en Italia llevó a Eufrasia-Adelheid con él y la mantuvo secuestrada en Verona. Eufrasia escapó en 1093 y huyó a Canossa, donde buscó la ayuda de Matilde de Canossa, una de los enemigas de Enrique. Se reunió con el papa Urbano II y en sus exhortaciones Eufrasia-Adelheid hizo una confesión pública frente a la iglesia en el Concilio de Piacenza. Acusó a Enrique de retenerla contra su voluntad, forzarla a participar en orgías y realizar misas negras en su cuerpo desnudo. Estas acusaciones fueron confirmadas por Conrado II de Italia, quien afirmaba que esa era la razón por la cual se volvió contra su padre.
De acuerdo a las crónicas, Enrique se involucró en la secta nicolaísta, y organizó orgías de la secta y rituales en sus palacios. Eufrasia-Adelheid fue forzada a participar en estas orgías, y en una ocasión Enrique la ofreció a su hijo Conrado. Este se negó indignado, y luego se rebeló contra su padre. Esta leyenda se origina por la hostilidad entre Enrique y Urbano II durante la Querella de las Investiduras.
Eufrasia-Adelheid dejó Italia por Hungría, donde vivió hasta 1099, cuando volvió a Kiev. Luego de la muerte de Enrique en 1106 se convirtió en monja hasta que murió en 1109.